# Batalla del río Bilin

La batalla del río Bilin fue la primera gran batalla de la campaña de Birmania durante la Segunda Guerra Mundial. Se libró entre el 14 y el 18 de febrero de 1942, la batalla fue una victoria táctica para Japón sobre el Ejército Indio Británico y condujo a una victoria decisiva para Japón inmediatamente después en la batalla del puente de Sittang.
El brigadier Sir John George Smyth, VC, que comandó la 17.ª División de Infantería del Ejército Indio Británico en el río Bilin, dijo que el río Bilin "en esa época del año era solo una zanja, pero una buena línea de coordinación". La 17.ª División era, en ese momento, una nueva formación que aún no había visto su primera batalla.
El 112.º Batallón japonés del Ejército del Sur entró en Birmania (ahora Myanmar) el 15 de enero. Tomaron Tavoy (ahora Dawei) el 19 de enero, cortando la guarnición en Myeik (que escapó por mar). En el proceso, capturaron tres pequeños aeródromos, brindándoles apoyo aéreo cercano. Luego avanzaron hacia Kawkareik.
Smyth quería retirarse de inmediato a un mejor terreno defensivo, pero se le ordenó "quedarse quieto".

## Preludio
El 26 de enero, la 55.ª División japonesa avanzó sobre Moulmein. Tomar la ciudad les daría otro aeródromo, pero era difícil de defender para los indios. También era un lugar difícil del que retirarse, porque no había puente sobre el golfo de Martaban; cualquier retiro tendría que ser en ferry.
El ejército británico de la India resistió durante dos días de feroces combates y luego escapó en un barco de vapor fluvial. En el proceso perdieron unos 600 soldados y una importante cantidad de material.
Smyth envió al brigadier "Punch" Cowan a Rangún para hablar con el comandante del ejército, el general Hutton, y pedir permiso para trasladarse detrás del río Sittang (ahora Sittaung). En lo que Smyth llamó una "decisión desastrosa", y quizás influenciado por sus propias órdenes superiores, Hutton se negó.

## La batalla
La 17.ª División se mantuvo en el río Bilin durante dos días de combates cuerpo a cuerpo en la jungla. Las tácticas japonesas consistían en flanquear y, finalmente, con el cerco inminente, Hutton llegó desde Rangún y le dio permiso a Smyth para retroceder. La 17.ª División se separó al amparo de la oscuridad y comenzó una retirada de 48 km a lo largo de la pista polvorienta hasta el puente Sittang.

## Consecuencias
La 17.ª División se retiró lentamente hacia el puente sobre el río Sittang. Pero fue flanqueado por los japoneses que llegaron a la zona del puente y forzaron su demolición. La mayor parte de la 17.ª División quedó atrapada en el lado equivocado del Sittang. Si bien la mayoría de los hombres finalmente pudieron cruzar el río, casi todo su equipo se había perdido.